# URH (együttes)
Az URH magyar underground együttes, mely 1980-ban alakult (eredetileg Orgazmus néven), majd 1981-ben már fel is oszlott, de elindított egy újonnan felnövő művész, zenész generációt, melynek tagjai a mai napig meghatározóak a kortárs magyar (underground) kultúrában.

## Történet
Az együttest Somoskői Lajos és Menyhárt Jenő alapította 1980-ban, majd Menyhárt kérésére csatlakozott hozzájuk egykori katonatársa, Kiss László. Somoskői Molnár Gergely és a Spions együttes nagy tisztelője volt, s azt szerette volna, ha együttesük az ő nyomdokaikon folytatná. Amikor meghallotta, hogy van egy fiú, akinél Molnár otthagyta a dalszövegeit, mielőtt disszidált, kapva kapott az alkalmon, és a fiút elhívta egy próbára. Így került a csapathoz Müller Péter Iván, aki Molnár írásait végül sosem adta át, hanem a saját írásait vitte Somoskőinek. Lajosnak tetszettek az írások, és mivel egyébként is énekest kerestek, Müllert kérték fel erre, aki hamarosan a zenekar frontemberévé vált, többek közt színházi (Szinetárék ismeretségi körének tagjaként egyesek meg is kérdőjelezték rendszerkritikusságát) és televíziós kapcsolatai miatt is. (Erős egyénisége aztán abban is megmutatkozott, hogy Somoskői később az ő nyomására lett kénytelen kiválni a csapatból). A kirakós utolsó darabját is ő tette a helyére, amikor bevette Salamon Andrást dobosnak.
Próbahelyük a Semmelweis Egyetem Kálvária (akkoriban Kulich Gyula) téri pszichiátriai ambulanciájában volt, ezt egyes források szerint a Balaton együttes egyik tagja szerezte nekik, mások szerint a pszichológiát hallgató Somoskői kapcsolatai révén jutottak hozzá.
Ugyanitt léptek fel először 1980. szeptember 13-án, a koncert bevételét az intézetben kezelt drogfüggő fiatalok ellátásra ajánlották fel. A koncert plakátján az URH név még nem szerepelt (ez egyébként „hivatalosan” az Ultra Rock Hírügynökség rövidítése, de az „úerhá” a köznyelvben akkoriban a rendőrség rádió adó-vevővel felszerelt járőrkocsijait jelölte), csak a műsor címe (Orgazmus Kék Fényben, ami egy beszólás a „Kék fény” című tévéműsornak és személyesen Szabó László műsorvezetőnek, akit a rendszer elvtelen kiszolgálójának tartottak), és a következő mondat: „Ha valóban a jövőből jöttél, tégy brutálissá, de szelíden, hogy ne fájjon”. Ezt a tagok neve követte rövidített formában, szintén a fiatalkozú bűnözőkre utalva.
Innentől kezdve rajongótáboruk koncertről koncertre növekedett, és maga a műfaj is egyre népszerűbb lett; valóságos underground szubkultúra alakult ki. Végre lett állandó koncerthelyük is a Kassák Klubban, igaz, nem itt adták legnagyobb koncertjüket, arra ugyanis a Budapesti Műszaki Egyetem Bercsényi kollégiumának ebédlőjében került sor. Ám rövid működésük után itt tartották búcsúkoncertjüket is 1981. március 29-én. A befejezésre egyrészt azért volt szükség, mert az együttes nem bírt el két olyan különböző elképzelésekkel rendelkező művészt, mint amilyen Müller és Menyhárt volt.
Sokakat megrázott e „hirtelen halál”, ám ez végül nem okozott komolyabb hiátust. A távozó Müller helyén Menyhárt legendássá vált együttest hozott létre Európa Kiadó néven, míg Sziámi a szintén igen népszerű Kontroll Csoport meghatározó tagjává vált, majd a Sziámi együttessel folytatta.

## Zene
Az URH zenéje a punkból (egyszerű témák, gyors, letaglózó ritmusok), a rockból és kismértékben, de érezhetően a dzsesszből táplálkozott. Szövegeik a punk naturalizmusából és az underground expresszív jellegéből adódóan kábítószerfogyasztásról és mámorról, a szabadság érzéséről (pl. Pokoli aranykor), a rendszer kritikájáról (Vigyetek el, Van-e élet a földön), a hazai zeneipar (Ki akarja nyírni a doktor) és közszereplők (Kék fény) bírálatáról szóltak, iróniával és humorral fűszerezve, ugyanakkor erős költőiséggel, ezáltal sok kétértelműséget is tartalmaztak. A Spions példáját követve hazánkban betiltott, csak szamizdatban terjesztett irodalomból is átemeltek témákat; a Nagy testvér című dalukat pl. Orwell világhírű, ám itthon tiltólistás műve ihlette.

## Tagok
- Menyhárt Jenő (gitár, ének, dalszövegírás)
- Müller Péter Iván (később Müller Péter Sziámi ének, dalszövegírás)
- Somoskői Lajos (ének, gitár)
- Kiss László (basszus, ének)
- Salamon András (dob)